# Elytrostachys clavigera
Elytrostachys clavigera är en gräsart som beskrevs av Mcclure. Elytrostachys clavigera ingår i släktet Elytrostachys och familjen gräs. Inga underarter finns listade i Catalogue of Life.